# Habitatge al carrer Únic, 39 (Eroles)
L'Habitatge al carrer Únic, 39 és un edifici de Tremp (Pallars Jussà) protegit com a Bé Cultural d'Interès Local.

## Descripció
Es tracta d'un edifici amb una disposició a dos vents i amb un angle arrodonit que constitueix el seu aspecte més interessant, de tant en tant, podria estar relacionat amb estructures anteriors, probablement d'origen medieval. Les obertures actuals, si bé poden emmarcar-se en una fase constructiva datable a finals del segle xix i inici del segle xx, estan molt desvirtuades per actuacions recents.